# Microsoft Amalga
Microsoft Amalga或Azyxxi（发音： ah-ZIK-see）医疗（病历）数据库软件，是一种数据浏览引擎（外号：医院里的Google）。它采用多渠道获得并分析病人信息资料，用于辅助医疗人员的诊断和治疗。 信息的来源渠道包括（但不限于）扫描的病历，心电图记录，X射线，CT，MRI或其他影像学扫描记录，实验室检查结果，手术记录，大规模调查记录，以及病人联系信息。